# Zorzines prouti
Zorzines prouti är en fjärilsart som beskrevs av Inoue 1992. Zorzines prouti ingår i släktet Zorzines och familjen nattflyn. Inga underarter finns listade i Catalogue of Life.